# سوريسن
سوريسن  (بالفرنسية: Suresnes)، هي مدينة فرنسية تقع في منطقة إيل دي فرانس القريبة من باريس.

## الموقع
تقع سوريسن في الضواحي الغربية لباريس ، وهي قرية بسيطة حتى القرن التاسع عشر. ولكن التلال المغطاة بكروم العنب تنتج نبيذًا شهيرًا يحظى به الملوك ، بينما يبني الباريسيون الأثريون عقارات واسعة حول مركز المدينة التاريخي. تستفيد القرية أيضًا من وصول الحجاج، الذين يجتذبهم مبنى ديني بني في القرن السابع عشر على جبل فاليريان ، وتطل على سوريسينس. من القرن التاسع عشر إلى بداية القرن العشرين. حولت الثورة الصناعية جذرياً عالمها الطبيعي ، والمساكن الأرستقراطية والبرجوازية القديمة التي تفسح المجال أمام مصانع الطيران والسيارات ، ومزارع الكروم إلى الفلل أو مساكن العمال.

## المناخ
يتبع المناخ في سوريسن المناخ التاريخي لباريس ، مع اختلاف أن المدينة تقع على جانب تل (جبل فاليريان) في اتجاه الشرق باتجاه العاصمة.

## التاريخ
يعود أول ذكر تاريخي لقرية سورسن إلى عام 884 ، عندما تبرع كارلومان الثاني إلى دير هناك بقطعة أرض . بعد غزوات الفايكنج التي قادت رهبان الدير إلى اللجوء إلى منطقة باريس . من العصور الوسطى إلى القرن التاسع عشر ، كانت قرية غير مرتبطة بطرق الاتصال المؤدية إلى العاصمة ، والتي تعيش أساسًا من إنتاج النبيذ - كروم العنب التي تغطي منحدراتها ، كما هو الحال في إيل دو فرانس بأكملها وكذلك صيد الأسماك في نهر السين.
لال الحرب العالمية الثانية ، تم إطلاق النار على ألف من مقاتلي المقاومة في قلعة مونت فاليرين ، التي بنيت في القرن السابق، وهذا رسخ سورينسن في الذاكرة الوطنية. بعد ذلك، اختفت المصانع واستبدلت حتى نهاية القرن بمناطق الإسكان ومقر الشركات الكبرى.

## توأمة
لسوريسن اتفاقيات توأمة مع كل من:
- كراغوييفاتس
- موندن
- تارغوفيشته
- كولمينار فيجو
- غوتينغن
- حولون
- فيلاخ
- حي هكني في لندن

## أعلام
- أوسكار دوبونت
- بينوا تشيرو
- حبيب بييه
- جولي غاييه
- أوجين مارتن
- أحمد زوغو